# Nowe Proboszczewice (grodzisko)
Nowe Proboszczewice – jedno z największych grodzisk wczesnośredniowiecznych na Mazowszu. Datowane jest na XI wiek i uznawane jest za jedno z pierwszych założeń wczesnopiastowskich na Mazowszu, położonego w obrębie dużego skupiska osadniczego o „plemiennej” jeszcze genezie.
Usytuowane na brzegu rzeki Wierzbicy, otoczone wałem i częściowo fosą (wymiary 110 m na 130 m).
Położone jest na północnej krawędzi doliny strugi Wierzbicy będącej dopływem Skrwy. O intensywnym osadnictwie przygrodowym świadczy materiał zabytkowy licznie występujący na powierzchni pól otaczających grodzisko od strony wschodniej.
Grodzisko w Proboszczewicach jest obiektem dobrze zachowanym o imponujących wymiarach 110 m x 130 m. Szerokość wałów u podstawy dochodzi do 40 m, a ich wysokość osiąga 8 m, licząc od strony wewnętrznej od majdanu i 16 m od zewnątrz. Od strony wzniesień wał odcięty jest przez rów o szerokości dochodzącej do 15 m i głębokości do 8m. Grodzisko wraz z otaczającym je rowem zajmuje powierzchnię ok. 2,5 ha. Od strony wschodniej grodziska rozciągają się pola uprawne, od strony zachodniej grodzisko ograniczone jest głęboką doliną strugi Wierzbicy porośniętą intensywnie olszynami.
W trakcie badań sondażowych, dzięki którym ustalono zasadniczy okres zasiedlenia grodziska na XI w., poprowadzono przez środek majdanu wykop o wymiarach 2 x 42 m. W centralnej części wykopu nie stwierdzono śladów osadnictwa, natomiast intensywne nawarstwienia odsłonięto w partiach przywałowych – zarówno w południowym, jak i północnym krańcu wykopu sondażowego. W partii północnej wykopu, pod warstwami zasypowymi o miąższości dochodzącej do 1,8 m natrafiono na 10-cm warstwę kulturową zawierająca ceramikę datowaną na XI w. oraz kilkuwarstwowe skupisko kamieni na zewnętrznym stoku zagłębienia przywałowego. Zadokumentowano również rozsypisko konstrukcji wałowych o miąższości do 1,3 m zawierające duże ilości przepalonego drewna i kamieni. Analogiczne nawarstwienia zaobserwowano w południowej części wykopu sondażowego, gdzie odkryto ponadto, w pobliżu wału, trzyczłonowe skupisko kamieni znajdujących się w zagłębieniu o szerokości ok. 6 m i głębokości do 2 m. W trakcie eksploracji tego obiektu pozyskano fragmenty XI-wiecznej ceramiki oraz fragment żelaznego wędzidła z wąsami.
Badań na terenie osady nie prowadzono. Być może jego likwidacja związana była z rosnącym znaczeniem niedalekiego Płocka.
|  |  |  |